# K Pop (Playboi Carti-nummer)
" K Pop " (gestileerd in hoofdletters, ook bekend als " Ketamine ") is een nummer van de Amerikaanse rapper Playboi Carti . Het werd uitgebracht via AWGE en Interscope Records als het derde nummer van Carti's derde studioalbum, Music, op 14 maart 2025. Het nummer werd geschreven door Playboi Carti, samen met de producers Ojivolta, Cardo en Jarrod "Twisco" Morgan. Het nummer werd oorspronkelijk online geteased in 2024 onder de naam "Ketamine". 

## Achtergrond
In 2023–2024 bracht Playboi Carti verschillende fragmenten uit aankomende muziek die zou verschijnen op Music .  Op 13 maart 2024 bracht Playboi Carti "Ketamine" uit via sociale media met bijbehorende beelden.  Hij voerde het vervolgens voor het eerst live uit, samen met andere Music fragmenten, op het Summer Smash festival van 2024. 

## Kritische receptie
In een ranglijst van Carti's "lossies" voorafgaand aan Music (2025) zette Complex "Ketamine" op plek zeven. Ze prezen de productie als een van de beste, maar vonden het nummer te kort en deels verspild, met de laatste twintig seconden alleen bestaande uit een uitlopende beat. 
Hit Channel prees "Ketamine" als een toonbeeld van Carti’s "artistieke rebellie", met een aangrijpende beat en hectische uitvoering. Ze noemden het een bewijs van de transformerende kracht van chaos, waarin Carti steeds verwachtingen tart en een unieke plek creëert binnen de evoluerende muziekwereld. 